# Pheidole championi
Pheidole championi är en myrart som beskrevs av Auguste-Henri Forel 1899. Pheidole championi ingår i släktet Pheidole och familjen myror.

## Underarter
Arten delas in i följande underarter:
- P. c. championi
- P. c. sima